# Стражниця (Свентокшиське воєводство)
Стражниця (пол. Strażnica) — село в Польщі, у гміні Смикув Конецького повіту Свентокшиського воєводства.
Населення — 57 осіб (2011).
У 1975-1998 роках село належало до Келецького воєводства.

## Демографія
Демографічна структура на день 31 березня 2011 року:
|          | Загалом | Допрацездатний вік | Працездатний вік | Постпрацездатний вік |
| -------- | ------- | ------------------ | ---------------- | -------------------- |
| Чоловіки | 23      | 5                  | 15               | 3                    |
| Жінки    | 34      | 10                 | 11               | 13                   |
| Разом    | 57      | 15                 | 26               | 16                   |